# Huangjiabu (köpinghuvudort i Kina, Zhejiang Sheng, lat 30,14, long 120,96)
Huangjiabu är en köpinghuvudort i Kina. Den ligger i provinsen Zhejiang, i den östra delen av landet, omkring 77 kilometer öster om provinshuvudstaden Hangzhou. Antalet invånare är 41 378. Befolkningen består av 20 736 kvinnor och 20 642 män. Barn under 15 år utgör 10,0 %, vuxna 15-64 år 76 %, och äldre över 65 år 12,0 %.
Runt Huangjiabu är det tätbefolkat, med 709 invånare per kvadratkilometer. Närmaste större samhälle är Shangyu, 16,4 km sydväst om Huangjiabu. Trakten runt Huangjiabu består till största delen av jordbruksmark.
Genomsnittlig årsnederbörd är 1 778 millimeter. Den regnigaste månaden är juni, med i genomsnitt 285 mm nederbörd, och den torraste är januari, med 60 mm nederbörd.